# هوکایدو

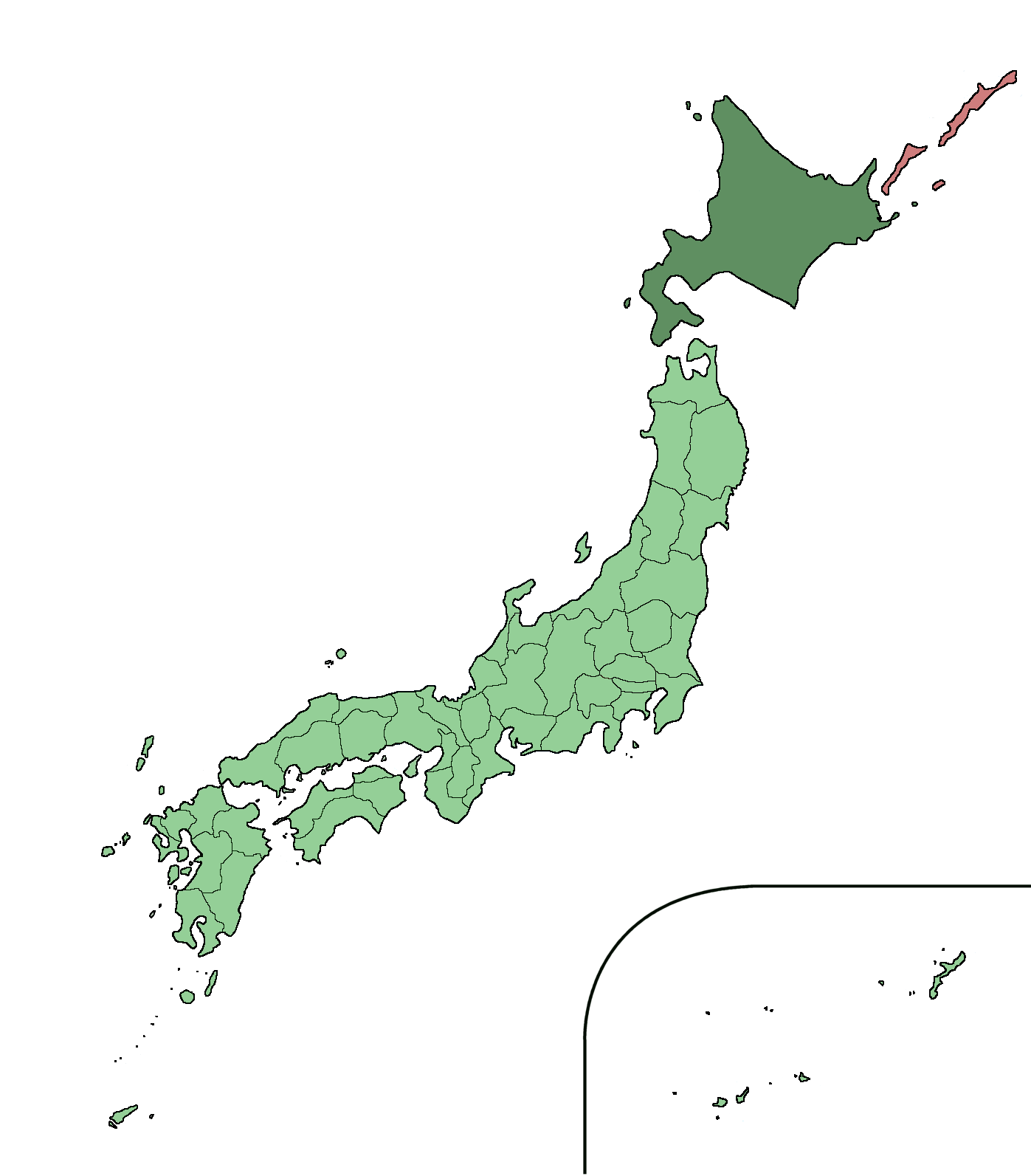
هوکّایدو در شمال ژاپن، به رنگ سبز تیره.

هوکّایدو (به ژاپنی: 北海道 مسیر دریای شمالی) دومین جزیرهٔ بزرگ کشور ژاپن است. هوکایدو شمالی‌ترین جزیره از چهار جزیره بزرگ ژاپن است و تنگهٔ تسوگارو آن را از جزیرهٔ هونشو جدا می‌سازد. هوکایدو با یک تونل زیرآبی به نام تونل سیکان با هونشو پیوند دارد.
بزرگ‌ترین شهر هوکایدو که مرکز استان هوکّایدو نیز هست شهر ساپورو است. خلیج آنیوا، جزایر هوکّایدو و ساخالین را از یکدیگر جدا می‌کند. گروه کوچکی از ساکنان هوکایدو از قوم آینو، یعنی ساکنان اصلی ژاپن هستند. ژاپنی‌های امروزی بعدها به سرزمین ژاپن وارد شده و قوم آینو را در بیشتر نقاط در خود استحاله کردند. نام پیشین هوکایدو، «اِزو/یِسو/یزو» بود.
از نظر اداری، هوکایدو هم یک استان و هم یک منطقه به‌شمار می‌آید. استان هوکایدو ۸۳۴۵۶٫۳۸ کیلومتر مربع مساحت دارد و در پایان سال ۲۰۰۷ میلادی دارای ۵ میلیون و ۵۹۸۷۷۶ نفر جمعیت بود. با این حساب هوکایدو بزرگ‌ترین استان از نظر مساحت و هفتمین استان از نظر جمعیت در ژاپن است. دومین جزیره بزرگ استان هوکایدو، از نظر ژاپنی‌ها، اتوروفو است با مساحتی برابر با ۳۱۸۵٫۶۵ کیلومتر مربع. شمالی‌ترین نقطه ژاپن در جزیره اتوروفو قرار دارد، البته به دلیل درگیری بر سر مالکیت این جزیره اکنون در دست روس‌ها است. اتحادیه اروپا در سال ۲۰۰۵ به‌طور ناموفق از روسیه خواست تا این جزیره را به ژاپن بازپس دهد.

## جغرافیا

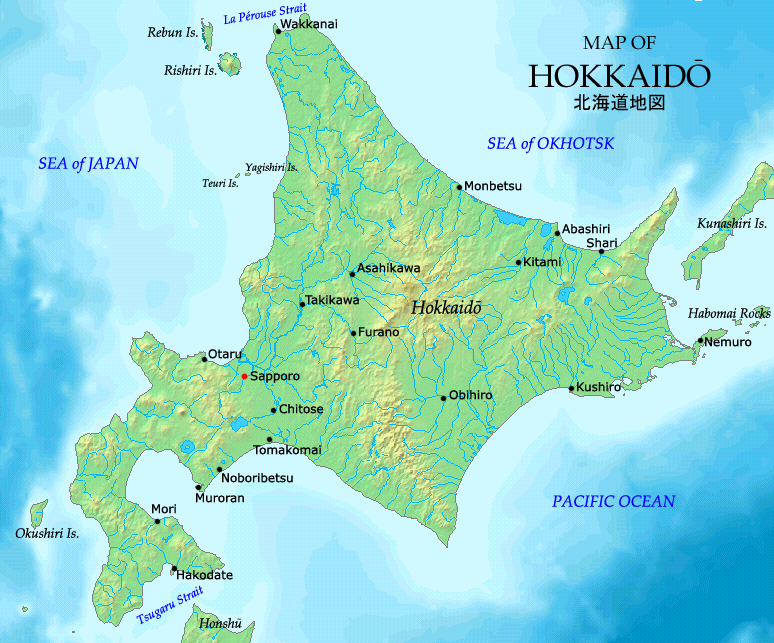
ناهمواری‌های هوکایدو.

مساحت هوکایدو به عنوان دومین جزیره بزرگ ژاپن ۸۳۴۲۳٫۸۴ کیلومتر مربع است (حدوداً به اندازه اتریش). این جزیره از نظر مساحت در رتبه ۲۱ جهان قرار دارد. هوکایدو در شمال بزرگ‌ترین جزیره ژاپن، یعنی هونشو، قرار دارد و هر دو جزیره توسط تونل سیکان به هم متصل می‌شوند.
جزیره هوکایدو در شمال ژاپن و در نزدیکی روسیه (استان ساخالین) واقع شده‌است. هوکایدو دارای خطوط ساحلی در دریای ژاپن (در غرب جزیره)، دریای اختسک (در شمال) و اقیانوس آرام (در شرق) است. مرکز جزیره کوهستانی و دارای فلات‌های آتشفشانی است. هوکایدو دشت‌های پرشماری دارد مانند دشت ایشیکاری با ۳۸۰۰ کیلومتر مربع، دشت توکاچی با ۳۶۰۰ کیلومتر مربع، دشت کوشیرو با مساحت ۲۵۱۰ کیلومتر مربع (بزرگ‌ترین تالاب در ژاپن) و دشت ساروبتسو به مساحت ۲۰۰ کیلومتر مربع.
تنگه تسوگارو هوکایدو را از هونشو (استان آئوموری) جدا می‌کند
؛ تنگه سویا (لا پروس) هوکایدو را از جزیره ساخالین در روسیه جدا می‌کند. تنگه نمورو هوکایدو را از جزیره کوناشیری در جزایر کوریل روسیه جدا می‌کند. حوزه اداری دولتی هوکایدو چندین جزیره کوچکتر از جمله ریشیری، اکوشیری و ربون را در خود جای داده‌است. (ژاپنی‌ها، چندین جزیره از جزایر کوریل را نیز در حوزه هوکایدو به حساب می‌آورند).
بزرگ‌ترین شهر هوکایدو، مرکز این منطقه یعنی ساپورو است. در کنار ساپورو، این جزیره دو شهر اصلی دارد: هاکوداته در جنوب و آساهیکاوا در منطقه مرکزی. از دیگر مراکز مهم جمعیتی می‌توان به روموی، ایوامیزاوا، کوشیرو، اوبیهیرو، کیتامی، آباشیری، واکانای و نمورو اشاره کرد.
در ۲۶ سپتامبر ۲۰۰۳، هوکایدو توسط زمین‌لرزه‌ای به بزرگی ۸ ریشتر و پس از آن پس‌لرزه‌ها و چند ساعت بعد زلزله دیگری به بزرگی ۷ ریشتر لرزید. کانون زمین‌لرزه در حدود ۸۰ کیلومتری شرق سواحل شرقی هوکایدو بود و بر اثر این لرزش چند صد نفر مجروح شدند و یک نفر جان باخت. در ۱۵ نوامبر ۲۰۰۶، هوکایدو زمین‌لرزه دیگری به بزرگی ۸٫۱ ریشتر به‌خود دید که کانون آن در ۳۹۰ کیلومتری شرق ایتوروپ (اتوروفو)، یکی از جزایر کوریل بود. پس از این زمین‌لرزه، سونامی کوچکی در بندر نمورو رخ داد.
جانداران بومی این جزیره عبارتند از اسبچه هوکایدو، خرس قهوه‌ای اوسوری، روباه سرخ ازو، سمندر ازو،
قزل‌آلای دالی واردن، گرگ هوکایدو، سگ هوکایدو، عقاب دریایی استلر و مارمولک معمولی.
از گیاهان بومی هوکایدو نیز می‌توان ادریسی گزنه‌ای، رز چروکیده، کاج نوئل گلن، نراد ساخالین و نوئل سیاه‌تنه را نام برد.

## بخش‌ها
هوکایدو یکی از هشت استان ژاپن است که دارای بخش (支庁 shichō) است. از آوریل ۲۰۱۰، هوکایدو دارای ۹ بخشداری عمومی (総合振興局) و ۵ بخشداری عادی (振興局) است. بخشداری‌ها در هوکایدو بسیاری از وظایفی را انجام می‌دهند که در جاهای دیگر ژاپن برعهده استانداری‌ها است.
نقشه بخش‌های استان هوکایدو:
| سوراچیایشیکاریایبوری شیریبشیهیداکااُشیما هیاماکامیکاواروموی سویااختسکتوکاچی کوشیرونمورو (مورد مناقشه) |

دسته‌بندی بخش‌ها و شهرستان‌ها در استان هوکایدو:

## تاریخ
به گفته باستان شناسان، برای اولین بار، ۲۰ هزار سال پیش اقوام آینو، نیوچن و اوروکن در هوکایدو نشیمن گزیدند. اولین اشاره به هوکایدو در نیهون‌شوکی (رویدادنامه ژاپن) دیده می‌شود. طبق این متن، فرماندار استان کوشی، آبه نو هیرافو، در سال ۶۵۸ تا ۶۶۰ با لشکری بزرگ به نواحی شمالی حمله کرد و با میشیهاسه و امیشی برخورد کرد. یکی از مکان‌هایی که هیرافو به آن آمد، واتاریشیما (渡島) بود که ممکن است هوکایدو امروزی باشد. این احتمال داده شده‌است که امیشی نیاکان آینوهای جزیره هوکایدو بوده باشند. آینوها قومی دیرین‌سیبریایی هستند که با ژاپنی‌ها خویشاوندی نژادی ندارند و پیش از ورود ژاپنی‌های به جزایر ژاپن ساکنان بومی ژاپن بودند و زادبوم آن‌ها بیشتر در نیمه شمالی هونشو و در هوکایدو قرار داشت.

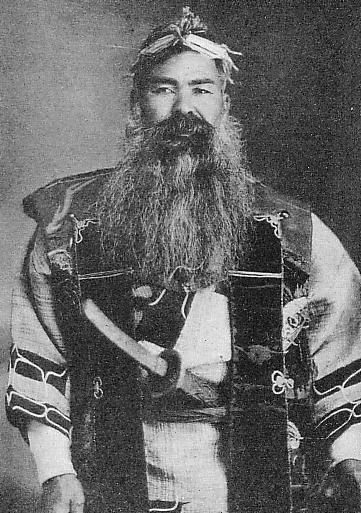
یک فرد آینو. آینوها بومیان اصلی ژاپن هستند.

در طول دوره‌های نارا و هیان، مردم هوکایدو با استان دیوا، پایگاهی از دولت مرکزی ژاپن، دادوستد بازرگانی پیدا کردند. در طول سده‌های میانهٔ ژاپن، به‌مرور برای اشاره به مردم بومی هوکایدو نام «اِزو» رایج شد. نام منطقه هوکایدو نیز ازوچی (蝦夷地) به معنی زیستگاه «ازوها» یا ازوگاشیما (جزیرهٔ ازوها) شد. ازوها عمدتاً شکار و ماهیگیری می‌کردند و با ژاپنی‌ها برنج و آهن داد و ستد می‌کردند.
در دوره موروماچی، ژاپنی‌ها در جنوب شبه جزیره اوشیما سکونتگاهی ایجاد کردند. با کوچ بیشتر و بیشتر مردم به این شهرک، اختلافاتی بین ژاپنی‌ها و آینوها به وجود آمد. این اختلافات در نهایت منجر به قیام شد. تاکدا نوبوهیرو، رهبر آینوها را که کوشاماین نام داشت، کشت و شورش را سرکوب کرد. فرزندان نوبوهیرو فرمانروایان ماتسومائه-هان شدند. آن‌ها تا پایان دوره ادو بر ایزوچی جنوبی حکومت کردند.
اقتصاد ماتسومائه-هان کاملاً به دادوستد با آینوها وابسته بود. در دوره آزوچی-مومویاما و دوره ادو به خاندان ماتسومائه حقوق انحصاری داد و ستد با آینوها داده شد. در طول دوره بازسازی میجی، شوگون‌نشین توکوگاوا متوجه اهمیت منطقه شمالی در صورت حمله احتمالی از سوی امپراتوری روسیه شد؛ بنابراین، این شوگون‌نشین کنترل بیشتر ازوچی را به دست گرفت. حکومت مستقیم شوگون‌نشین تا حدی وضعیت آینوها را بهبود بخشید. هوکایدو تا زمان دوره بازسازی میجی به نام اِزوچی شناخته می‌شد.
درست پس از جنگ بوشین در سال ۱۸۶۸، گروهی از وفاداران به توکوگاوا به رهبری انوموتو تاکه‌آکی استقلال جزیره را تحت نام جمهوری ازو اعلام کردند. این شورش در ماه مه ۱۸۶۹ سرکوب شد. ازوچی متعاقباً تحت نظارت دولت استانی هاکوداته-فو (箱館府) قرار گرفت. دولت میجی سپس یک کمیسیون توسعه هوکایدو (開拓使) ایجاد کرد. سپس نام این منطقه از ازوچی به هوکایدو (北海道) تغییر یافت. هدف این کارگروه توسعه هوکایدو به گونه‌ای بود که مانع از گسترش نفوذ روس‌ها بر جزیره از سوی ولادی‌وستوک شود.
کورودا کیوتاکا ریاست این کارگروه را بر عهده داشت. اولین پروژه او سفر به ایالات متحده برای استخدام هوراس کاپرون، مسئول برنامه‌ریزی کشاورزی دولت گرانت در آمریکا بود. از سال ۱۸۷۱ تا ۱۸۷۳، کاپرون تلاش کرد تا تکنیک‌های کشاورزی و استخراج معدن غربی را در هوکایدو به کار گیرد. به دلیل موانع مختلف، کاپرون در سال ۱۸۷۵ ژاپن را ترک کرد. در سال ۱۸۷۶ ویلیام اس. کلارک جایگزین او شد. او یک دانشگاه کشاورزی در ساپورو تأسیس کرد. در این دوره، جمعیت هوکایدو از ۵۸ هزار به ۲۴۰ هزار نفر افزایش یافت. در سال ۱۸۸۲، کمیسیون توسعه هوکایدو لغو شد و سپس هوکایدو به سه استان هاکوداته (函館県)، ساپورو (札幌県) و نمورو (根室県) تقسیم شد. این سه استان به نوبه خود در سال ۱۸۸۶ منسوخ شدند و هوکایدو زیر نظر بنگاه اداره هوکایدو (北海道庁) قرار گرفت.
هوکایدو تا سال ۱۹۴۷ که قانون خودگردانی محلی اجرا شد با سایر استان‌های ژاپن برابری نکرد. دولت مرکزی ژاپن بنگاه توسعه هوکایدو (北海道開発庁) را در سال ۱۹۴۹ به عنوان بخشی از دفتر نخست‌وزیر برای محافظت از اختیارات اداری خود در هوکایدو تأسیس کرد. این بنگاه در سال ۲۰۰۱ در وزارت زمین، زیرساخت و ترابری ژاپن ادغام شد. دفتر هوکایدو (北海道局) و دفتر توسعه منطقه‌ای هوکایدو (北海道開発局) که زیرمجموعه‌هایی از این وزارتخانه هستند، تأثیر زیادی بر امور همگانی در هوکایدو دارند.

## اقتصاد

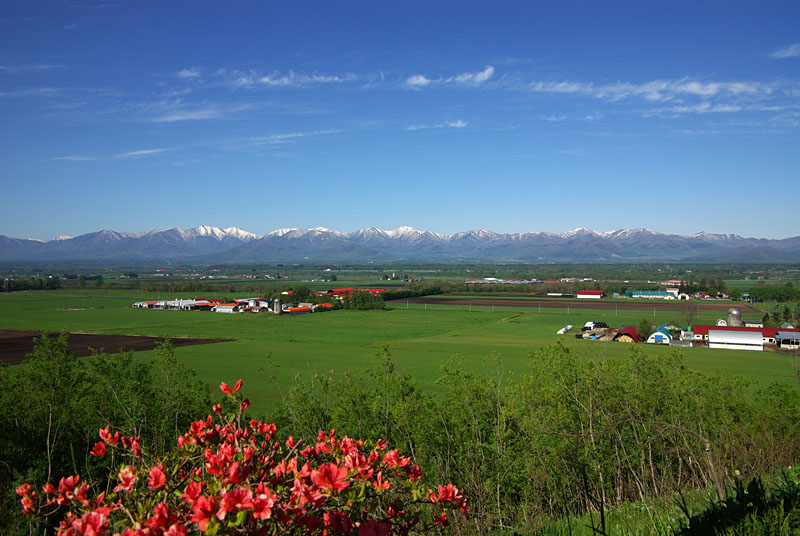
کشتزاری بزرگ در دشت توکاچی.

اگرچه برخی از صنایع سبک (به ویژه آسیاب کاغذ و آبجوسازی) وجود دارد، بیشتر جمعیت در بخش خدمات مشغول به کار هستند. در سال ۲۰۰۱، بخش خدمات و سایر صنایع درجه سوم بیش از سه چهارم تولید ناخالص داخلی هوکایدو را تولید کردند. کشاورزی و سایر صنایع اولیه نقش بزرگی در اقتصاد هوکایدو دارند. هوکایدو نزدیک به یک چهارم کل زمین‌های قابل کشت ژاپن را در اختیار دارد. این ناحیه در تولید محصولات کشاورزی از جمله گندم، سویا، سیب زمینی، چغندر قند، پیاز، کدو تنبل، ذرت، شیر خام و گوشت گاو رتبه اول را در ژاپن دارد. هوکایدو همچنین ۲۲ درصد از جنگل‌های ژاپن را با صنعت چوب قابل توجهی تشکیل می‌دهد. این استان همچنین در تولید محصولات دریایی و آبزی‌پروری در ژاپن اول است. متوسط اندازه مزرعه در هوکایدو ۲۶ هکتار برای هر کشاورز در سال ۲۰۱۳ است که تقریباً ۱۱ برابر بزرگتر از میانگین ملی ۲٫۴ هکتاری است.
گردشگری نیز در هوکایدو یک صنعت مهم است، به ویژه در طول تابستان خنک که بازدیدکنندگان از مناطق گرمتر و مرطوب‌تر ژاپن و سایر کشورهای آسیایی جذب فضاهای باز هوکایدو می‌شوند. در طول زمستان، اسکی و سایر ورزش‌های زمستانی گردشگران دیگر و به‌طور فزاینده‌ای بین‌المللی را به جزیره می‌آورند.
استخراج زغال‌سنگ نقش مهمی در توسعه صنعتی هوکایدو با میدان زغال‌سنگ ایشیکاری ایفا کرده‌است. شهرهایی مانند موروران در درجه اول برای تأمین زغال‌سنگ بقیه مجمع الجزایر توسعه یافتند.

## آب و هوا

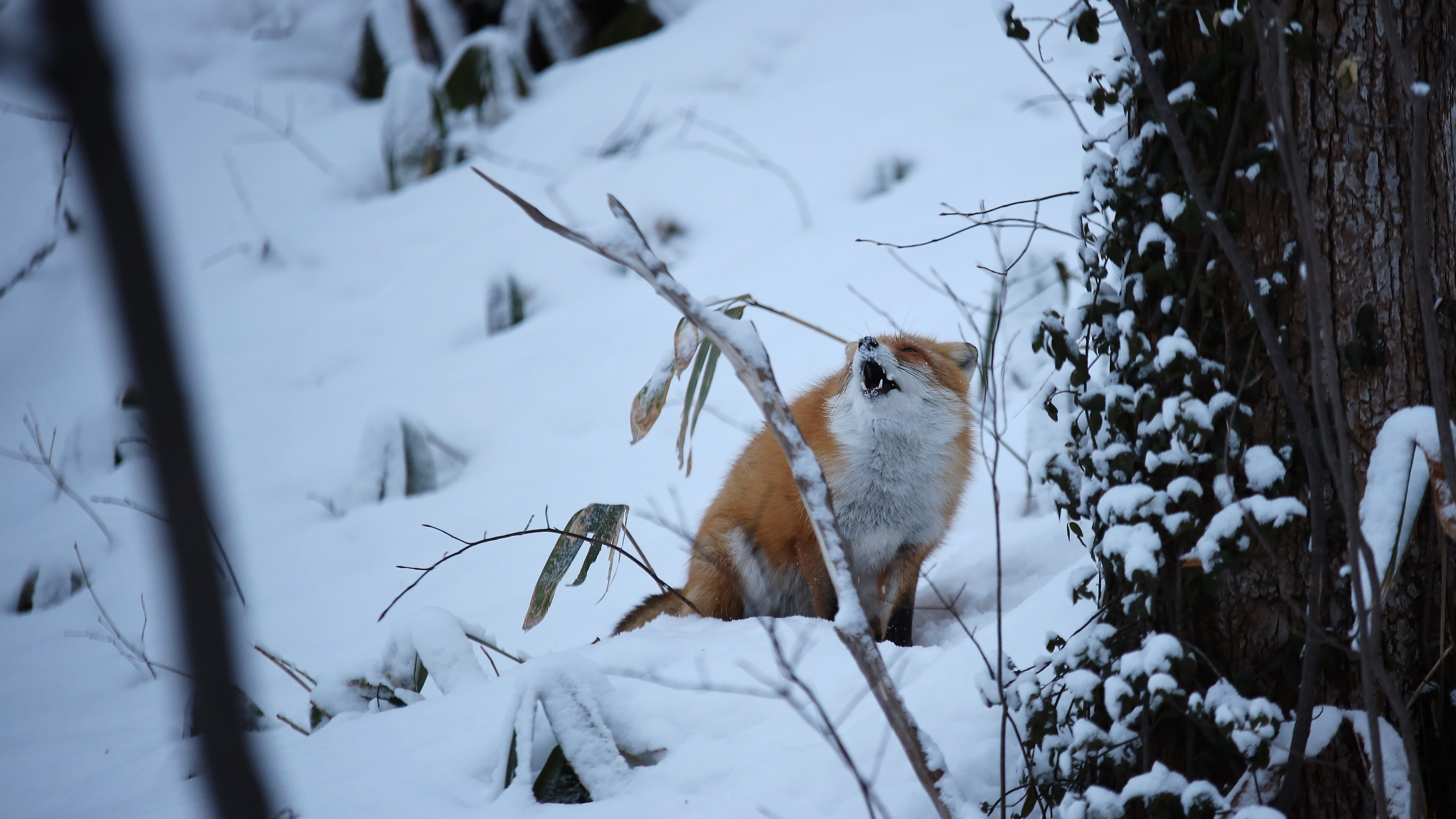
روباه سرخ ازو، بومی هوکایدو.

هوکایدو به عنوان سردترین منطقه ژاپن، تابستان‌های نسبتاً خنک و زمستان‌های یخی/برفی دارد. بیشتر جزیره در منطقه آب و هوای قاره‌ای مرطوب طبقه‌بندی می‌شود. از آنجایی که این جزیره درست در شرق اوراسیا قرار دارد، با وجود اینکه در کنار اقیانوس واقع شده، آب و هوای آن قاره‌ای است، یعنی تابستان‌های گرم و زمستان‌های سرد دارد. به‌ویژه در غرب هوکایدو در زمستان برف زیادی می‌بارد. این امر ناشی از هوای خشک بسیار سرد از آسیا است که بر روی آب نسبتاً گرم اقیانوس جریان دارد و آن را مرطوب و ناپایدار می‌کند و توسط کوه‌های جزیره به بالا می‌فرستد.
میانگین دمای اوت بین ۱۷ تا ۲۲ درجه سانتی‌گراد است، در حالی که میانگین دمای ژانویه در محدوده ۱۲- تا ۴- درجه سانتی‌گراد قرار دارد؛ در هر دو مورد بسته به ارتفاع و فاصله از اقیانوس، دما در سمت غربی جزیره کمی گرمتر از سمت شرقی است. بالاترین دمای ثبت‌شده در هوکایدو تاکنون ۳۹٫۵ درجه سانتی‌گراد در ۲۶ مه ۲۰۱۹ است.
بخش شمالی هوکایدو با بارش برف قابل توجهی در زیست‌بوم تایگا قرار دارد. بارش برف به‌طور گسترده‌ای از ۱۱ متر در کوه‌های مجاور دریای ژاپن تا حدود ۱٫۸ متر در سواحل اقیانوس آرام متغیر است. این جزیره معمولاً برف و بوران‌های محلی دارد که باعث ایجاد توده‌های برفی طولانی‌مدت می‌شود. مجموع بارش از ۱۶۰۰ میلی‌متر در کوه‌های ساحل دریای ژاپن تا حدود ۸۰۰ میلی‌متر (کمترین در ژاپن) در ساحل دریای اختسک و مناطق پست داخلی و تا حدود ۱۱۰۰ میلی‌متر در سمت اقیانوس آرام متغیر است.
به‌طور کلی کیفیت بالای برف پودری و کوه‌های متعدد در هوکایدو، آن را به منطقه‌ای محبوب برای ورزش‌های زمستانی تبدیل کرده‌است. بارش برف معمولاً در ماه نوامبر به‌طور جدی شروع می‌شود و پیست‌های اسکی معمولاً بین دسامبر و آوریل فعالیت می‌کنند.
هوکایدو آب و هوای زمستانی خود را در جشنواره برفی ساپورو جشن می‌گیرد. در طول زمستان، عبور از دریای اختسک اغلب توسط تکه‌یخ‌های بزرگ پیچیده می‌شود. همچنین بادهای شدیدی که در طول زمستان رخ می‌دهد، اغلب سفرهای هوایی و فعالیت‌های دریایی را فراتر از سواحل شمالی هوکایدو متوقف می‌کند. بندرها در اقیانوس آرام و دریای ژاپن عموماً در تمام طول سال عاری از یخ هستند، اگرچه بیشتر رودخانه‌ها در طول زمستان یخ می‌زنند. برخلاف سایر جزایر اصلی ژاپن، هوکایدو معمولاً تحت تأثیر فصل بارانی ژوئن-ژوئیه قرار نمی‌گیرد و کمبود نسبی رطوبت و هوای تابستانی معمولاً گرم و ملایم، آب و هوای آن را برای گردشگران دیگر نقاط ژاپن جذاب می‌کند.

## نگارخانه

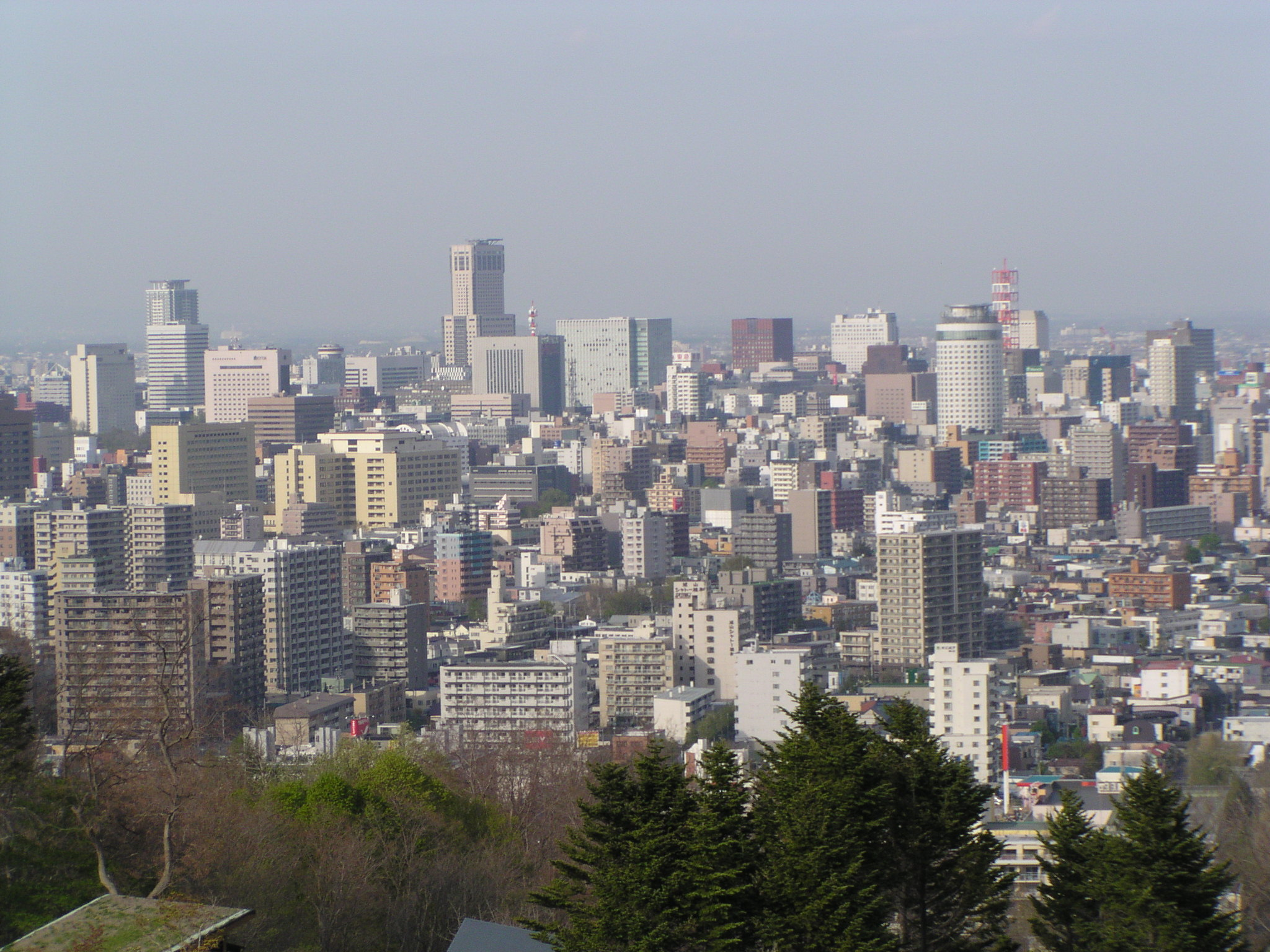
ساپورو
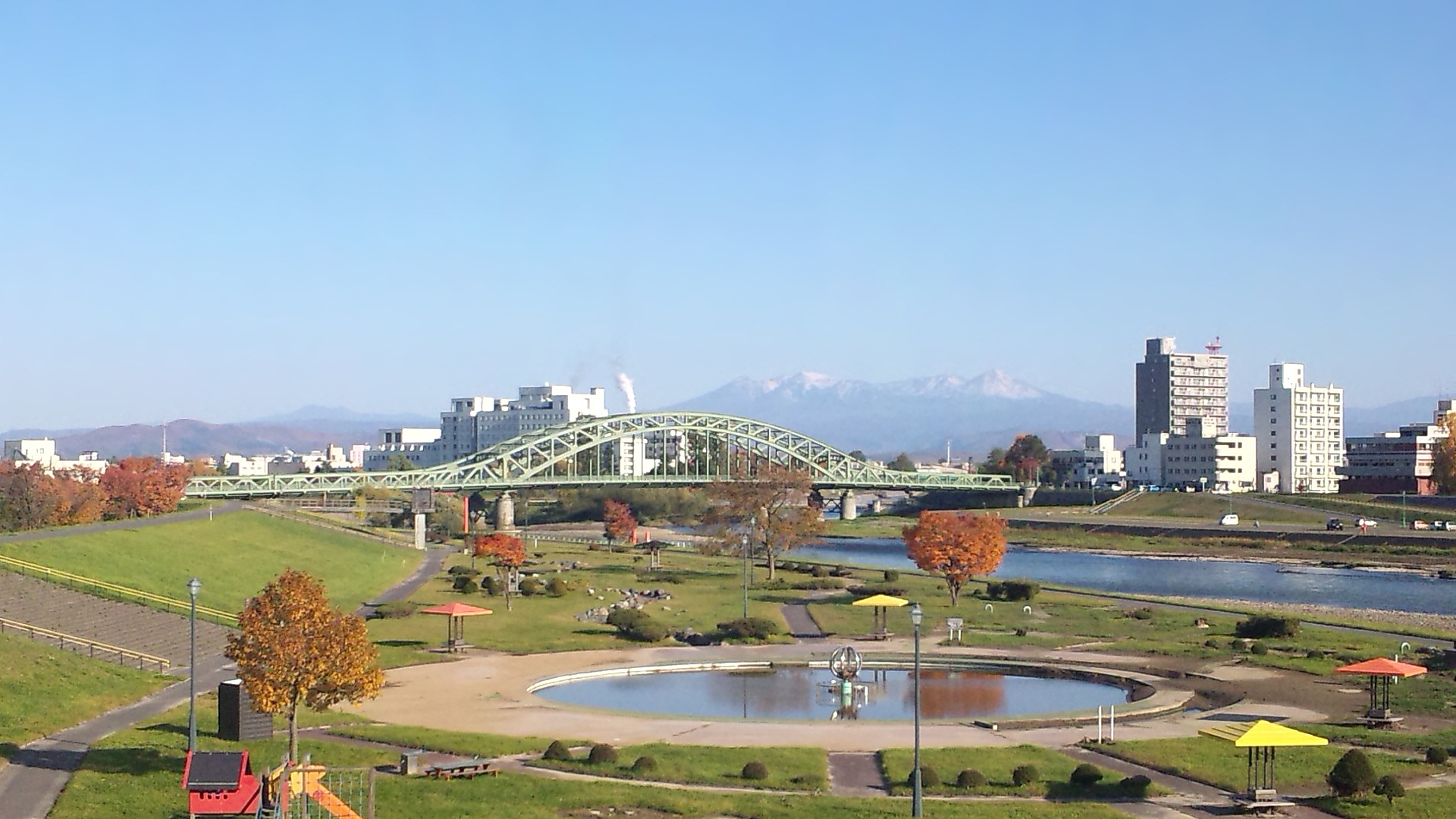
آساهیکاوا
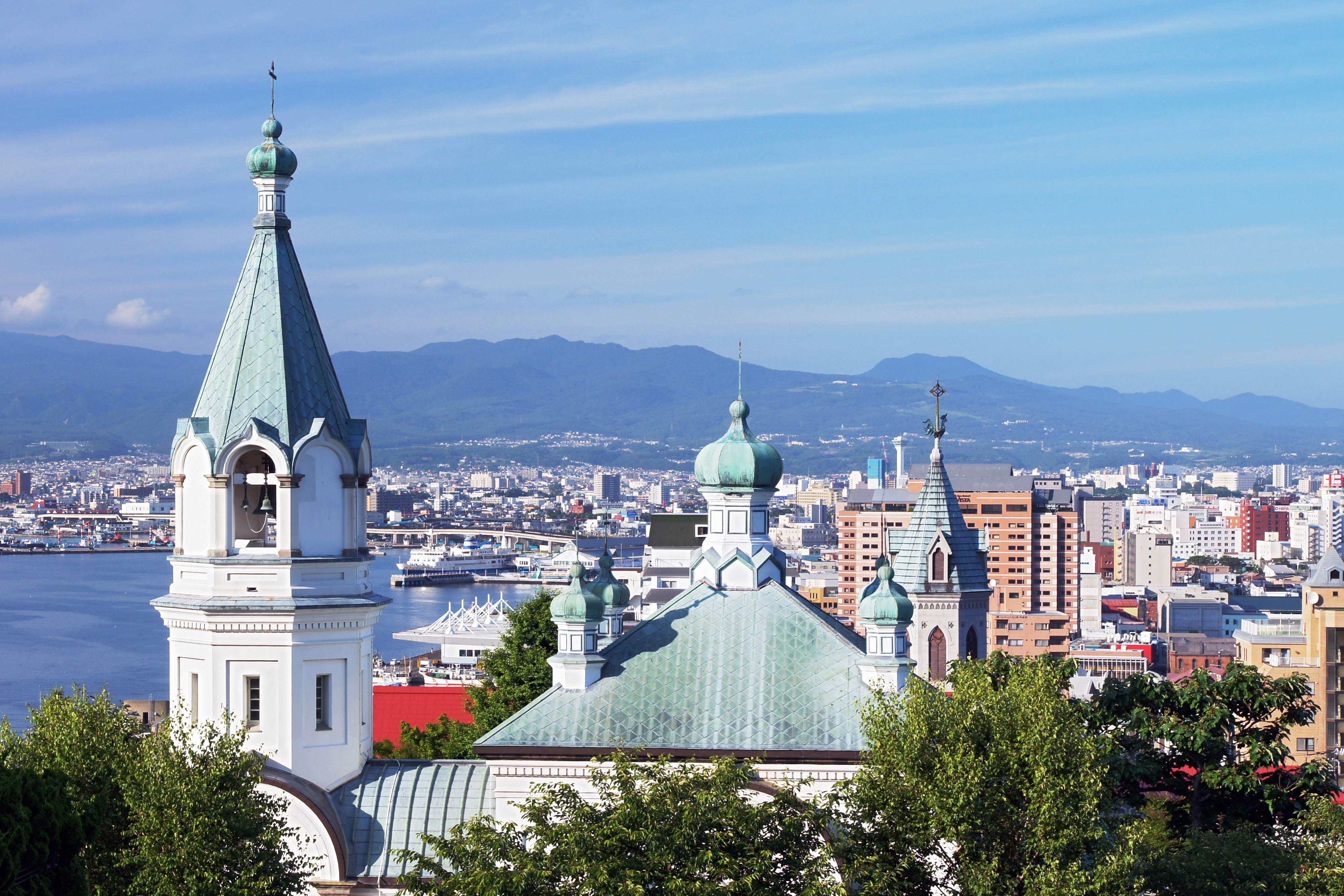
هاکوداته
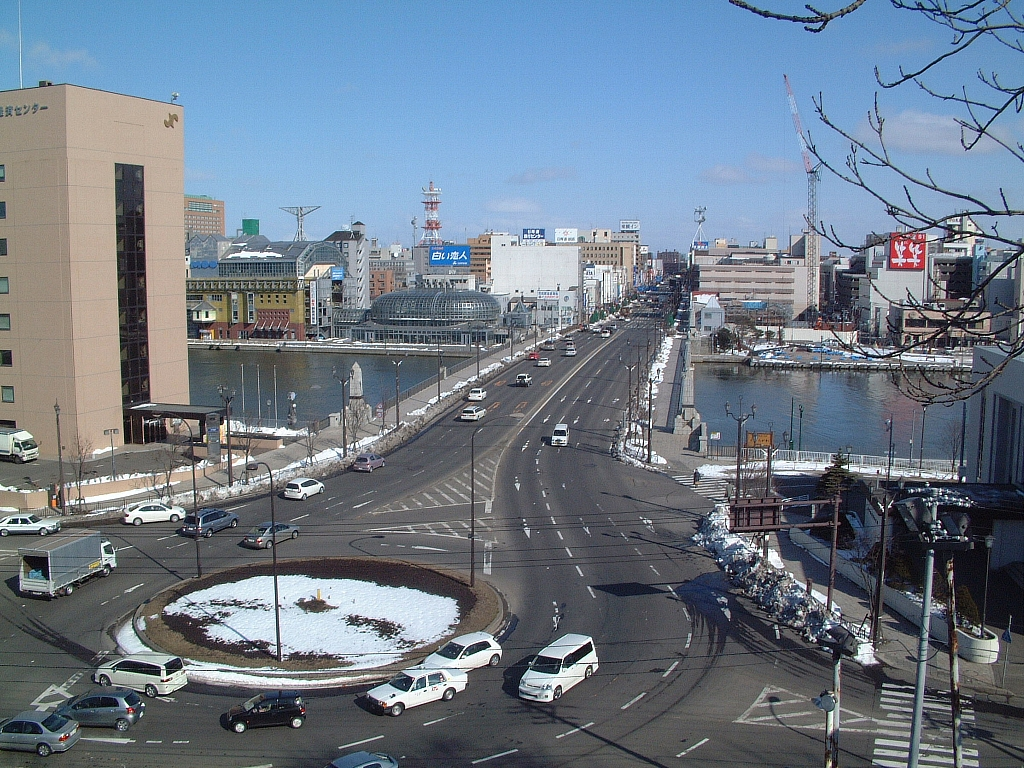
کوشیرو
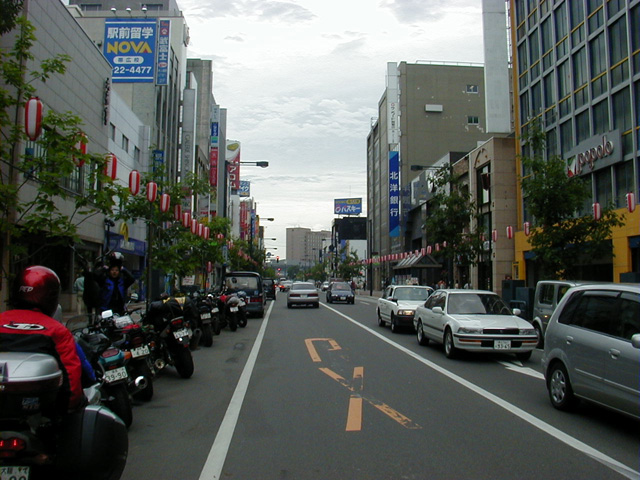
اوبیهیرو
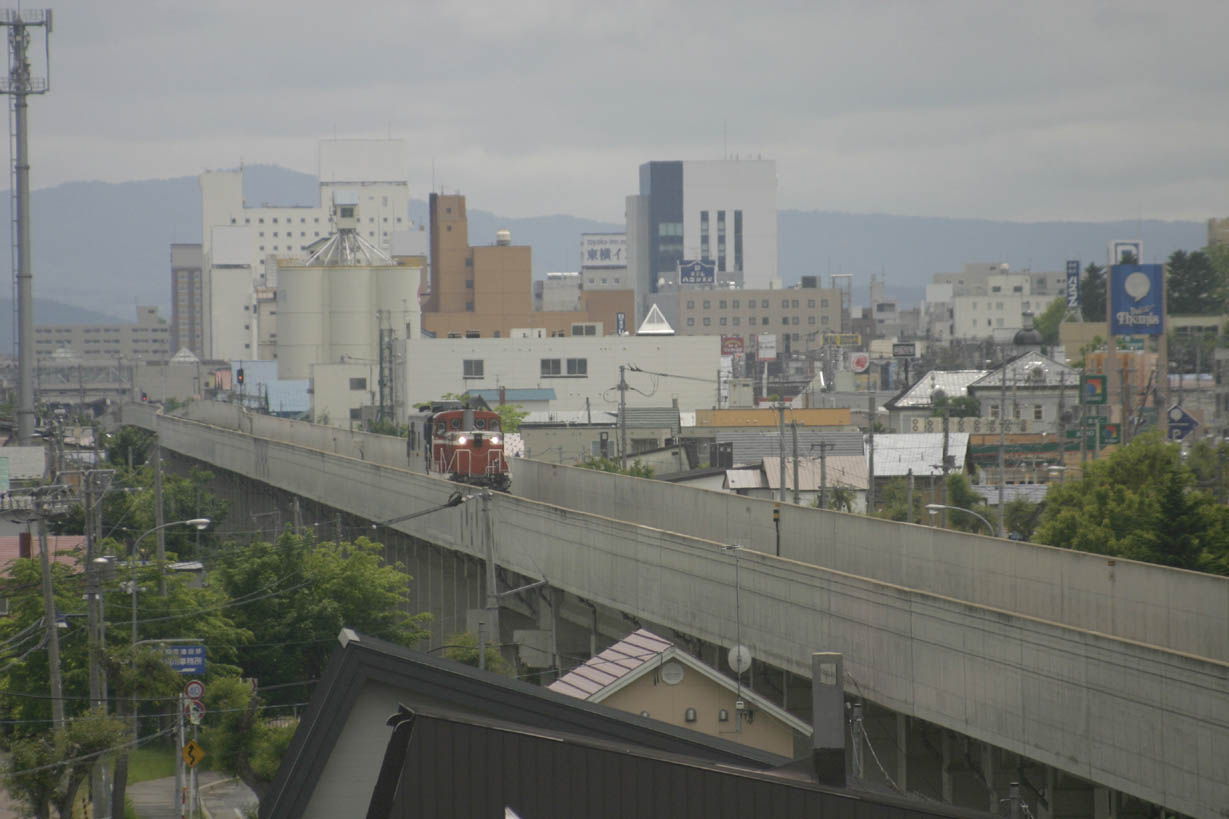
کیتامی
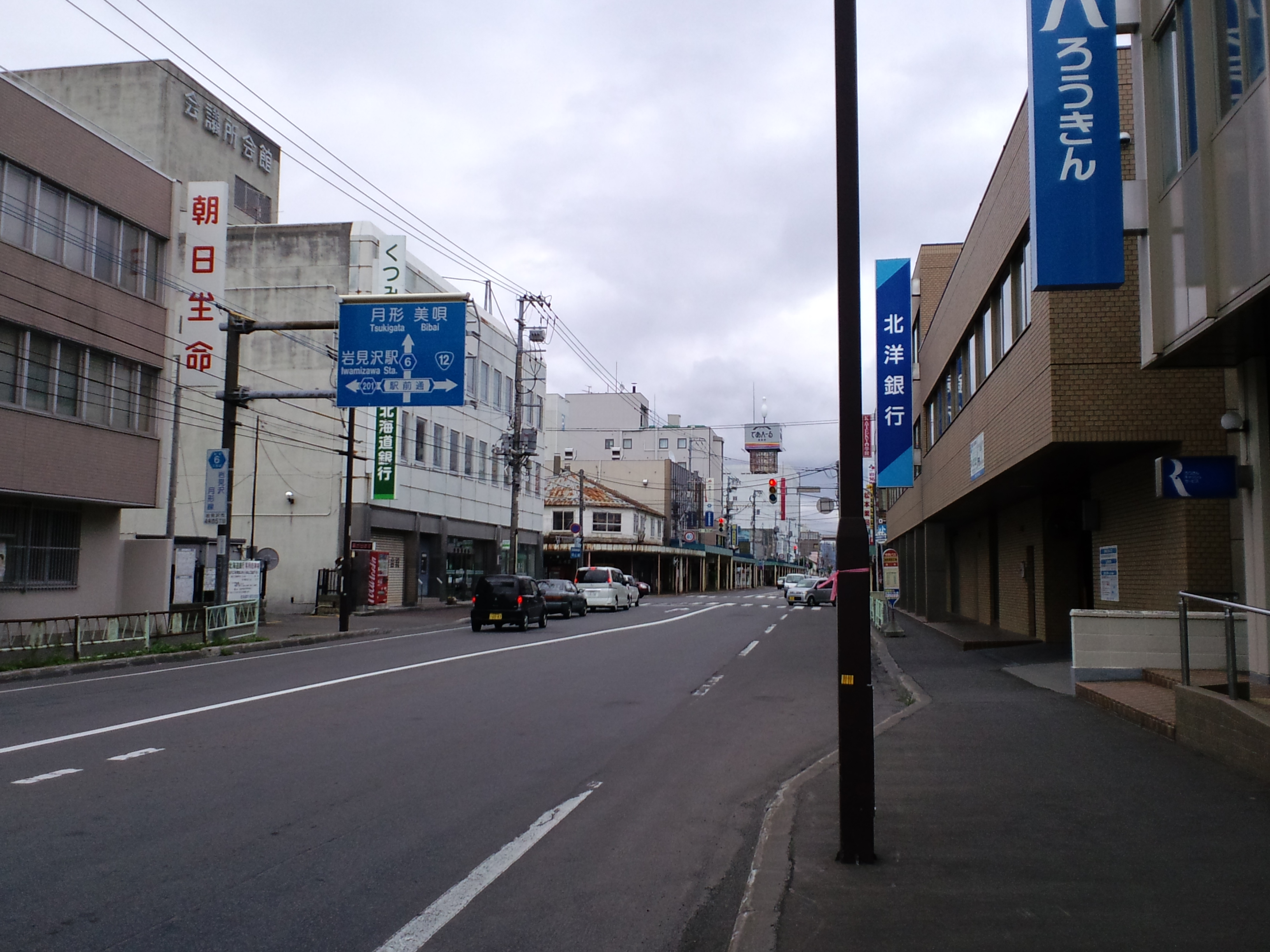
ایوامیزاوا
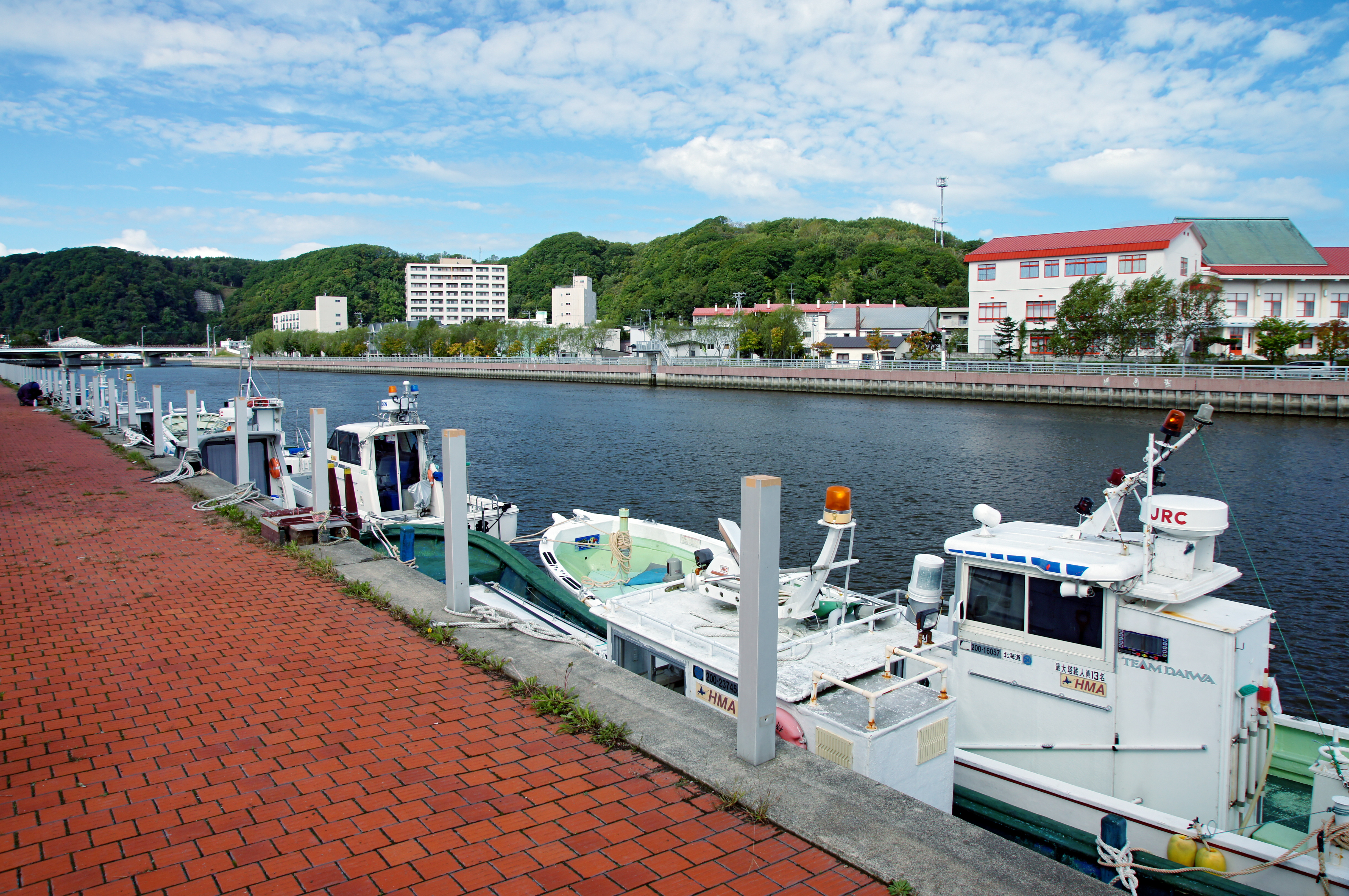
آباشیری
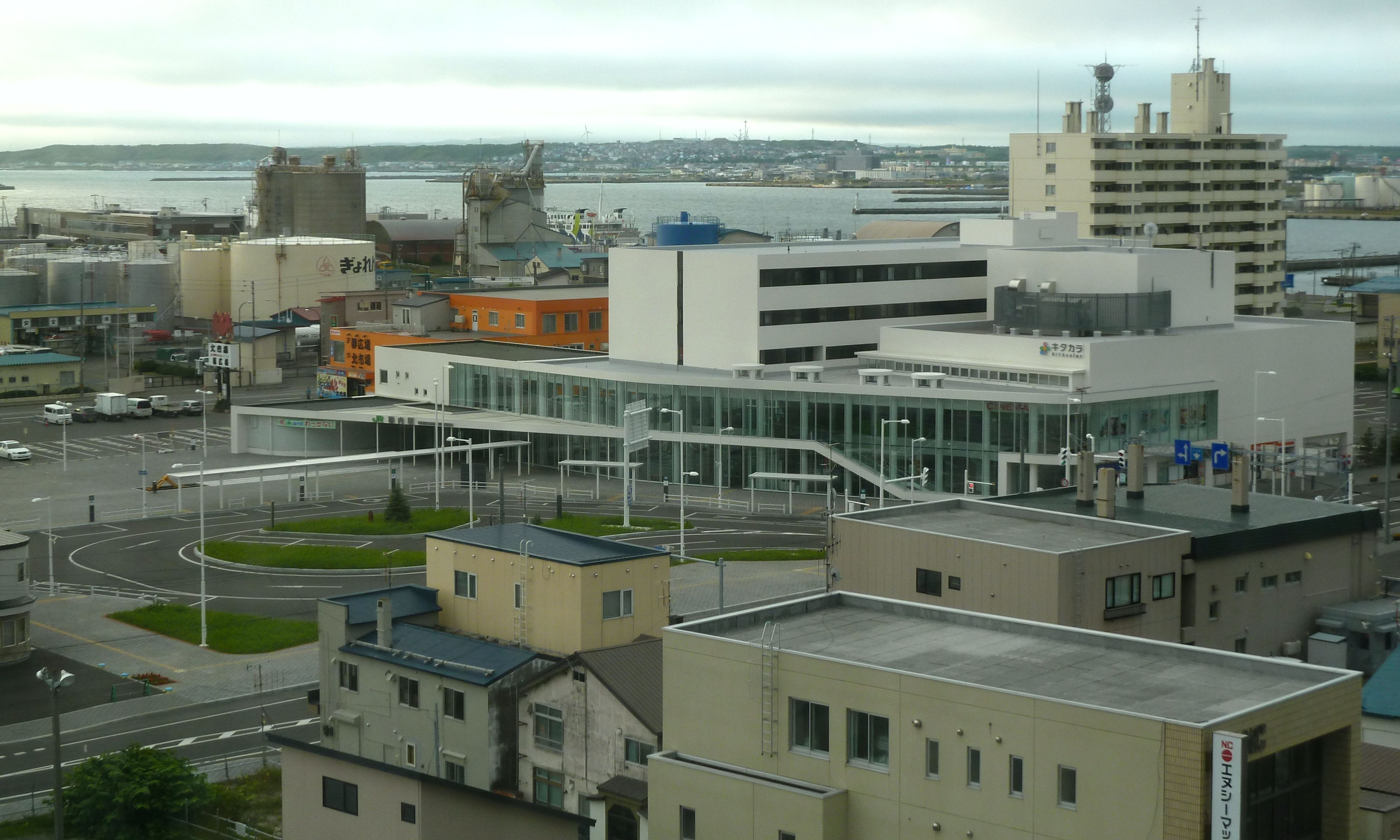
واکانای
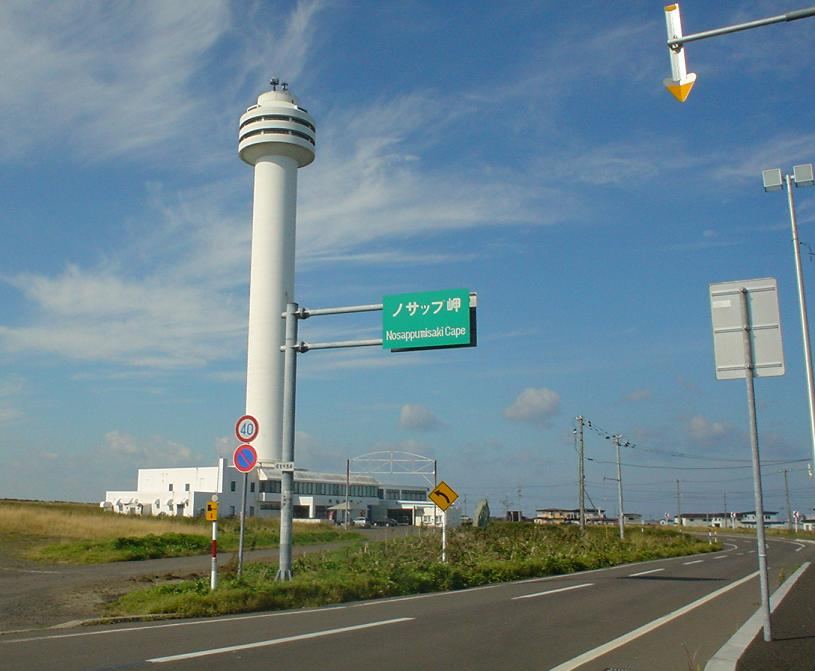
نمورو
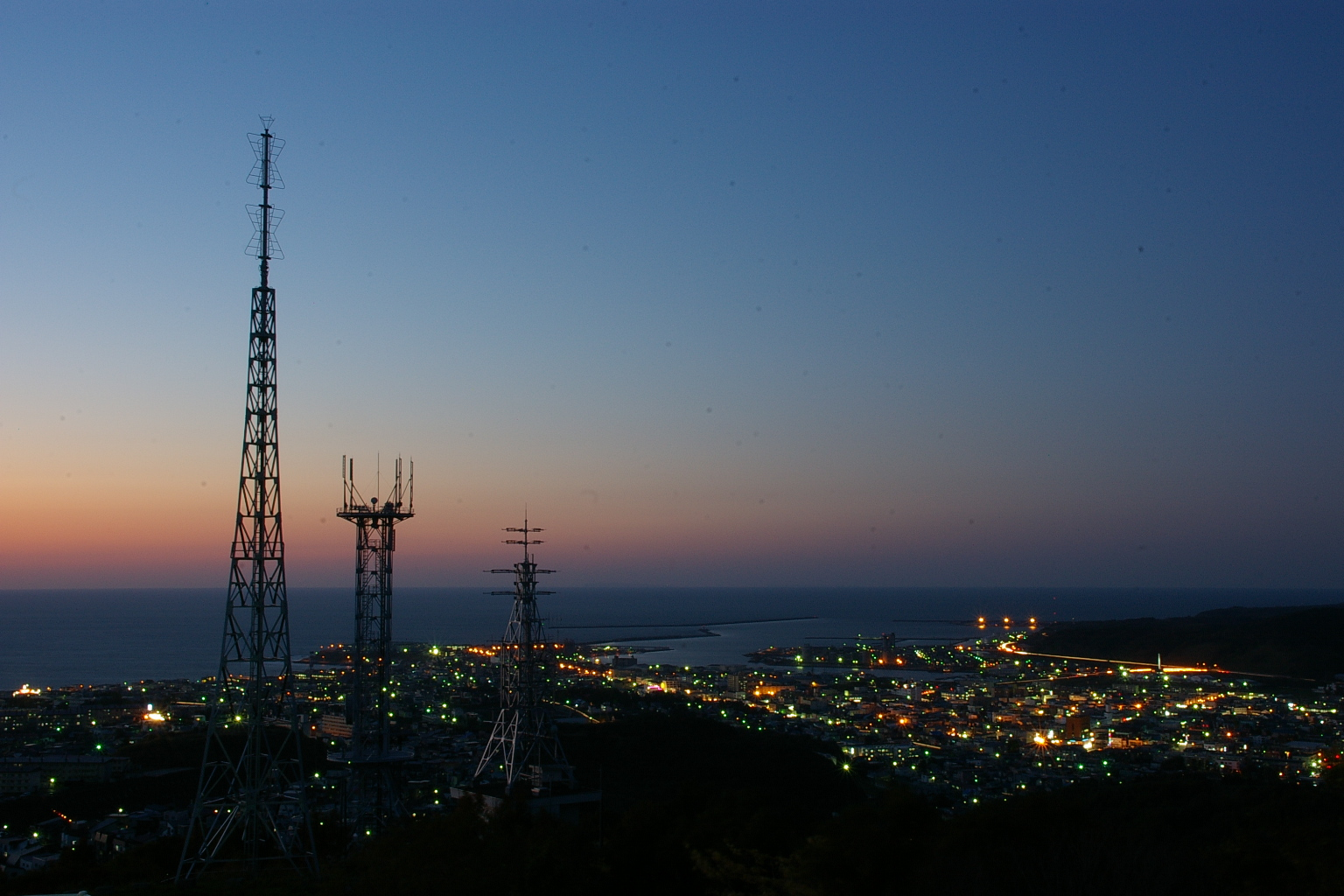
روموی